# Duluth (Washington)
Pour les articles homonymes, voir Duluth.
Duluth  est une census-designated place américaine de l'État de Washington dans le comté de Clark. 
La population était de 1 544 habitants en 2010.